# Audomar Scheuermann
Audomar Scheuermann (* 3. Juli 1908 in Nürnberg als Konrad Scheuermann; † 6. Mai 2000 in München) war ein deutscher römisch-katholischer Priester, Kanonist und Professor für kanonisches Straf- und Prozessrecht.

## Leben
Scheuermann trat 1926 in den Franziskanerorden ein und nahm den Ordensnamen Audomar an. Er studierte an der ordenseigenen Hochschule in München bis 1932 Philosophie und Katholische Theologie. Am 19. März 1932 wurde er in München zum Priester geweiht. Ab 1935 studierte er Kanonistik an der Ludwig-Maximilians-Universität, parallel dazu Rechtswissenschaften. 1938 erwarb er den Dr. theol. mit einer Arbeit über die Exemtion im Fachbereich Kirchenrecht. Daraufhin arbeitete er bis 1942 als Lehrer für Kirchenrecht am Priesterseminar in Freising und wurde im gleichen Jahr Prosynodalrichter am erzbischöflichen Konsistorium und Metropolitangericht des Erzbistums München-Freising. 
1953 erfolgte die Ernennung zum erzbischöflichen Vizeoffizial. Ab 1956 wirkte Scheuermann als Professor für kanonisches Prozess- und Strafrecht sowie für Eherecht an der LMU München. 1957 wurde Scheuermann in den Klerus der Erzdiözese München-Freising inkardiniert. In den Jahren 1961 und 1962 war Scheuermann Dekan der Katholisch-Theologischen Fakultät und von 1963 bis 1987 Mitglied des Bayerischen Senats. Von September 1968 bis August 1969 war er Rektor der Ludwig-Maximilians-Universität München.

## Auszeichnungen und Ehrungen
- 1966: Päpstlicher Ehrenprälat
- 1971: Bayerischer Verdienstorden
- 1973: Großes Verdienstkreuz der Bundesrepublik Deutschland
- 1978: Großes Verdienstkreuz mit Stern der Bundesrepublik Deutschland[4]
- 1980: Ehrenkreuz für Wissenschaft und Kunst I. Klasse der Republik Österreich
- 1981: Bayerische Verfassungsmedaille in Gold
- 1982: Großes Verdienstkreuz mit Stern und Schulterband der Bundesrepublik Deutschland
- 1986: Bayerischer Maximiliansorden für Wissenschaft und Kunst
- 1988: Apostolischer Protonotar
- 1988: Goldenes Ehrenzeichen für Verdienste um die Republik Österreich

## Veröffentlichungen (Auswahl)
- Liebfrauenpredigten, Gregorius-Verlag (vormals Pustet), Regensburg 1948.
- Der bessere Mensch. Wegweisungen vom Heute ins Morgen. Pfeiffer, München 1948.
- zusammen mit Louis de Naurois: Der Christ und die kirchliche Strafgewalt. Hueber, München 1964.
- zusammen mit Karl Siepen: Das Konzil und die Orden. Die Lehre des 2. Vatikanischen Konzils über den Ordensstand. Mit einem ausführlichen Kommentar. Wienand, Köln 1966.
- als Hrsg. zusammen mit Georg May: Ius sacrum. Klaus Mörsdorf zum 60. Geburtstag. Schöningh, München-Paderborn-Wien 1969.